# Craig Covey
Craig Covey (sinh năm 1957) là một chính khách Mỹ, từng là Thị trưởng của Ferndale, Michigan từ năm 2008 đến năm 2011. Ông là thị trưởng đồng tính công khai đầu tiên được bầu tại bang Michigan. Một đảng viên Dân chủ, ông đã từ chức văn phòng vào năm 2010 để nhận một vị trí trong Ủy ban Quận hạt Oakland, nơi ông phục vụ một nhiệm kỳ.

## Tiểu sử
Sinh ra ở Columbus, Ohio, Covey là một nhà hoạt động, và giám đốc điều hành của Stonewall Union (nay là Stonewall Columbus) vào những năm 1980. Ông sống ở Michigan kể từ khi chuyển đến tiểu bang để trở thành giám đốc điều hành của Tổ chức Nhân quyền Michigan năm 1985 và sống ở Ferndale từ năm 1989 cho đến năm 2017.